# Tercília dos Santos
Tercília dos Santos (Florianópolis, 1953) é uma pintora naïf brasileira. 
Começou a pintar somente em 1990, logo expondo seus trabalhos. Sua pintura remete à infância, com grande riqueza de cores. Em 1996 conquistou o Prêmio Aquisição na Bienal Brasileira de Arte Naïf de Piracicaba.
Artista plástica apontada pela crítica como a grande revelação da pintura Naif de Santa Catarina. Seus quadros através de figuras totalmente coloridas, em acrílico sobre tela, registram o colorido rural do Estado.